# Dihydrotestosteron
Dihydrotestosteron (DHT) of androstanolon is een sterk biologisch actieve stof die in de cel wordt gemaakt uit de zelf minder actieve voorloper, testosteron, met behulp van het enzym 5-alfa-reductase. Het heeft een 3× sterkere androgene werking dan zijn voorloper testosteron.
Vanwege zijn rol bij de ontwikkeling van kaalheid bij mannen, worden daarom o.a. geneesmiddelen gegeven die het enzym 5-alfa-reductase remmen, zoals finasteride en dutasteride. Ook Minoxidil wordt lokaal toegediend tegen kaalheid. De precieze werking van minoxidil bij het proces van kaler worden is nog niet bekend. Oorspronkelijk werd gedacht dat minoxidil bijdraagt aan een betere doorbloeding van de hoofdhuid, maar dit lijkt toch niet het geval te zijn. In ieder geval heeft het middel geen enkele invloed op de hormoonhuishouding, zoals de middelen finasteride en dutasteride.

## Functies en effecten
DHT is een krachtig androgeen hormoon dat zich bindt aan androgeenreceptoren in de celkern en zo de expressie van genen reguleert. Het heeft een aantal functies en effecten in het lichaam:
1. Geslachtsontwikkeling: DHT speelt een belangrijke rol bij de ontwikkeling van mannelijke geslachtskenmerken, zoals de vorming van de penis, de prostaat en de zaadblaasjes.
2. Haargroei: DHT speelt ook een rol bij het reguleren van de haargroei. Overmatige blootstelling aan DHT kan leiden tot verhoogde haaruitval bij mannen die aanleg hebben voor kaalheid.
3. Prostaatgroei: DHT speelt een belangrijke rol bij de groei en het onderhoud van de prostaat. Overmatige blootstelling aan DHT kan leiden tot een vergrote prostaat, wat kan leiden tot problemen met plassen.
4. Spiergroei: DHT speelt een belangrijke rol bij spiergroei en -ontwikkeling. Het kan helpen bij het verhogen van de spiermassa en het verminderen van de vetmassa.

## Medische toepassingen
Dihydrotestosteron heeft verschillende medische toepassingen. Een daarvan is het gebruik van DHT-remmers, zoals finasteride en dutasteride, om de omzetting van testosteron in DHT te remmen. Dit kan helpen bij de behandeling van mannelijke kaalheid en prostaatproblemen, zoals een vergrote prostaat en prostaatkanker. Bovendien kan DHT worden gebruikt om de spiermassa te vergroten en het vet te verminderen bij patiënten met spierzwakte of verlies van spiermassa, zoals bijvoorbeeld bij HIV-patiënten.

## Bijwerkingen en risico's
Overmatige blootstelling aan dihydrotestosteron kan verschillende bijwerkingen en risico's met zich meebrengen. Zo kan het leiden tot verhoogde haaruitval bij mannen die aanleg hebben voor kaalheid. Daarnaast kan het ook leiden tot een vergrote prostaat en prostaatproblemen, zoals prostaatkanker. Overmatige blootstelling aan DHT kan ook acne veroorzaken en de productie van zaadcellen verminderen, wat kan leiden tot onvruchtbaarheid bij mannen. Bovendien kan het leiden tot een verminderd libido en in zeldzame gevallen tot de ontwikkeling van borstweefsel bij mannen (gynaecomastie). Het is daarom belangrijk om het niveau van DHT in het lichaam te reguleren en te controleren om gezondheidsproblemen te voorkomen.